# 西宮市立小松小学校
西宮市立小松小学校（にしのみやしりつ こまつしょうがっこう）は、兵庫県西宮市小松東町1丁目に所在する公立小学校。

## 沿革
- 1960年（昭和35年）4月1日 - 西宮市立鳴尾北小学校から分離して、同校の敷地内に開校。
- 1961年（昭和36年）7月7日 - 現在地に移転。
- 1961年（昭和36年）10月24日 - 開校式を挙行。同日を創立記念日とする。

## 通学区域
- 小曽根町1～4丁目、小松東町1～3丁目、小松北町1・2丁目、小松西町1・2丁目、小松町1・2丁目、小松南町1～3丁目[1]

※卒業後は基本的に西宮市立学文中学校に進学する。

## 通学区域が隣接している学校
- 西宮市立上甲子園小学校
- 西宮市立鳴尾北小学校
- 西宮市立鳴尾小学校
- 尼崎市立わかば西小学校
- 尼崎市立大庄小学校
- 尼崎市立成文小学校